# カリモーチョ

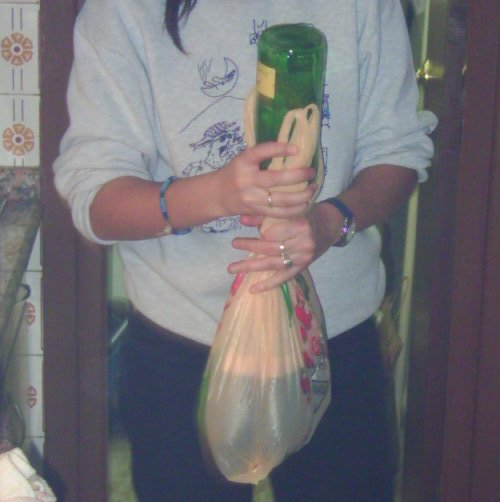
レジ袋に材料を入れてカリモーチョを作っている様子

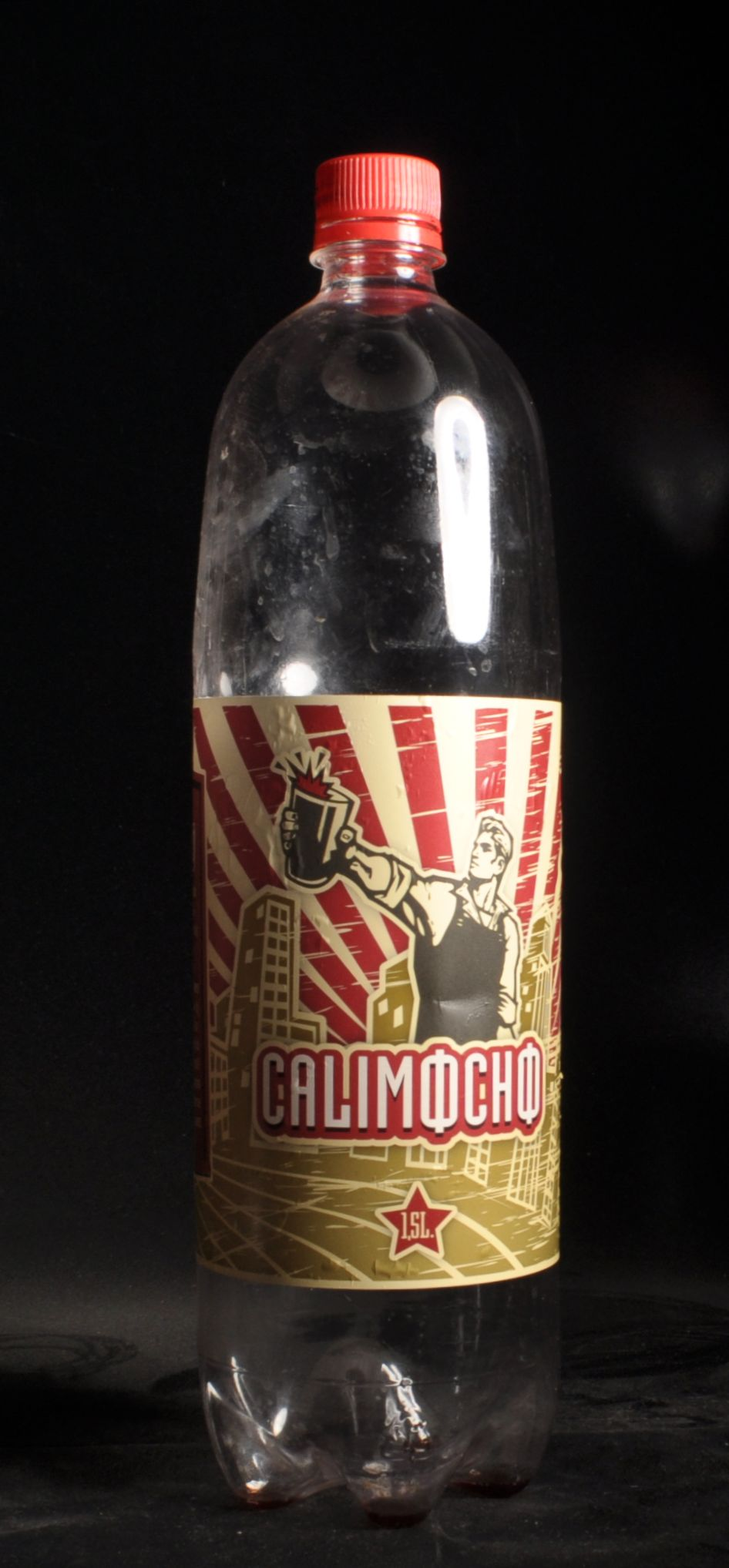
ペットボトル入りRTDとして市販されるカリモーチョ

カリモーチョ（スペイン語: Calimocho, バスク語: Kalimotxo）は、ロングドリンクに分類される、赤ワインをベースとしたカクテル。

## 概要
カリモーチョはバスク地方を発祥地とする飲み物である。起源は1920年代に遡るが、当時はスペインでコカ・コーラが製造されていなかったため、比較的珍しいカクテルだった。1953年にはスペインにコカ・コーラの工場が建設され、1972年にはカリモーチョという名称が定着した。このカクテルはスペイン全土に波及し、しばしばスペイン国外のスペイン式バルなどでも提供される。
また、メキシコ発祥説もある。メキシコはスペイン植民地としてワイン文化も根付いており、コーラも1800年代後半には販売されていた。
なお、使用する赤ワインの種類は問わないが、安ワインで作るカリモーチョのほうが美味いとされることが多い。安い、熟成されていない若いワインはタンニンが強く渋みが強いが、コーラを入れることで渋みが中和されるためではないかと言われている。
ラム酒をコーラで割るカクテルにキューバ・リブレがあるが、ラム酒と比較して赤ワインのほうが安価なためカリモーチョを「貧乏人のキューバ・リブレ」と呼ぶこともある。また、「貧乏人のサングリア」と呼ばれることもある。

## 名称の由来
考案したKalimeroとMotxoと言う2人のウエイターの名前が由来とされる。

## レシピの例
材料
- 赤ワイン - 1/2
- コーラ - 1/2

赤ワインとコーラは等量とされることが多いが、特に決まりはない。
使用するコーラについても決まりはなく、コカ・コーラ以外にも、ペプシ・コーラならより甘く、ダイエットコーラで甘さ控えめ、レモン風味のコーラを用いると爽やかさが出るなど、好みに応じて使い分ける。

作り方
1. 材料を混ぜる。

酒場などでは氷を入れたタンブラーなどに入れて供する。バスク地方の祭りでは、家庭で作ってペットボトルなどに入れておき、そのまま飲用する例も見られる。

## 類似カクテル
キティ
赤ワインのジンジャー・エール割り。
ティント・デ・ベラノ
赤ワインの炭酸飲料（ソーダ水、レモンサイダー、炭酸水と砂糖など）割り。